# Liste der Naturdenkmale in Meisenheim
Die Liste der Naturdenkmale in Meisenheim nennt die im Gemeindegebiet von Meisenheim ausgewiesenen Naturdenkmale (Stand 7. März 2024).

## Naturdenkmale
| Nr.         | Bezeichnung                             | Lage                                        | Beschreibung               | Bild                                    |
| ----------- | --------------------------------------- | ------------------------------------------- | -------------------------- | --------------------------------------- |
| ND-7133-435 | Felspartien im Stadtwald von Meisenheim | südöstlich der Stadt; Abteilung Im Tal Lage | flächenhaftes Naturdenkmal | Direkt Bild zu diesem Denkmal hochladen |